# Arthur Schmitt
Arthur Ferdinand Adam Schmitt (* 27. November 1910 in Dudweiler; † 30. September 1989 in Saarbrücken) war ein deutscher Kunstturner, der für das Saarland antrat.

## Biografie
Arthur Schmitt gehörte als einer von sechs Turnern der Delegation des Saarlandes bei den Olympischen Sommerspielen 1952 in Helsinki an. Schmitt startete für den ASC Dudweiler.